# Rufino Solano
Rufino Solano (Azul, 9 de abril de 1838 - Azul, 20 de julio de 1913) fue un militar argentino.

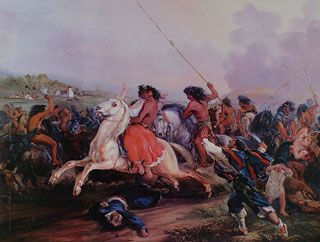
El malón. Óleo sobre tela de Mauricio Rugendas (1802-1858).

El capitán Rufino Solano actuó en la llamada “frontera del desierto” entre los años 1855 y 1880, desarrollando un papel inigualable dentro de toda la historia argentina. Conoció y trató personalmente con Justo José de Urquiza, Domingo F. Sarmiento, Nicolás Avellaneda, Bartolomé Mitre, Marcos Paz, Adolfo Alsina, y hasta el mismísimo Julio Argentino Roca y ministros de sus gabinetes. En el ámbito militar actuó y luchó bajo las órdenes del Coronel Álvaro Barros, Coronel Francisco de Elías, General Ignacio Rivas, Coronel Benito Machado, y en el plano eclesiástico, fue además el eslabón militar con el Arzobispado Metropolitano, en la figura de su Arzobispo Monseñor Federico León Aneiros, denominado el “el Padre de los indios”.